# 魂斗羅デュアルスピリッツ
『魂斗羅 Dual Spirits』（コントラ デュアルスピリッツ）は、2008年3月13日に日本のコナミデジタルエンタテインメントから発売されたニンテンドーDS用アクションシューティングゲーム。『魂斗羅』シリーズの1つ。北米では、2007年11月13日に『Contra 4』の名称で発売された。

## 概要
『魂斗羅』シリーズの1つで、シリーズ作品の時系列としては『魂斗羅スピリッツ』（以下、『スピリッツ』）より後の物語になる。
『スピリッツ』以降、本シリーズは巨大なボス戦主体のゲーム構成が主流となり、加えて『魂斗羅ザ・ハードコア』以降はバカゲー・覚えゲー的な側面も強くなっていったが、本作はアーケード・ファミコン時代の大量に出現するザコ敵を殲滅していく爽快感溢れる構成や、硬派な雰囲気に立ち戻ったものとなっている。ゲームシステムも『真魂斗羅』『ネオコントラ』にあった固定武器や撃破率といった要素は無く、『スピリッツ』以前のものが採用されている。ゲームデザインも全体的に『魂斗羅』『スーパー魂斗羅』『スピリッツ』を意識した内容が多い。
開発はアメリカ合衆国のWayForward Technologiesが行い、BGMは『魂斗羅』シリーズの大ファンでもあるvirtこと、ジェイク・カウフマンが担当している。
本作の特徴として、ニンテンドーDSのダブルスクリーンが活かされた表現になっている。通常ステージでは両方の画面使用した縦に長い広めのステージに描画されており、擬似3Dステージでは1つの画面は各エリアのマップが表示される。また、新要素として上画面へすぐに移動できる「グラップリングフック」が導入された。なお、画面へのタッチはメニュー選択で使用する程度に留まっている。
ゲーム本編とは別に「チャレンジモード」という40種類のショートミッションが存在する。難易度に関係なくアーケードモードを1度クリアすると開放される。初期に4ミッションが表示され、ミッション1つクリア毎に新たなミッションが表示されプレイ可能になる。また、「チャレンジモード」を4つクリアする毎に追加要素が増加され、「クラシック魂斗羅」としてNES（海外ファミコン）版の『CONTRA（魂斗羅）』『SUPER C（SUPER魂斗羅）』がプレイ可能になり、更に「追加キャラクター」「エクストラギャラリー」「サウンドテスト」などが追加される。

## 登場人物
ビル・ライザー

ランス・ビーン

マッド・ドッグ
本作で初登場。
スコーピオン
本作で初登場。

### 隠しキャラクター
プロボテクター
欧州版の魂斗羅である『Probotector』からゲスト参戦した、ロボット戦士。
ルシア
『真魂斗羅』からゲスト参戦した、女性型サイボーグ戦士。
シーナ・エトランゼ
『ザ・ハードコア』からゲスト参戦した、魂斗羅シリーズ初の女性戦士。
スピリッツ・ビル(海外版ではJimbo名義)
『スピリッツ』時代のビル・ライザー。
スピリッツ・ランス(海外版ではSully名義)
『スピリッツ』時代のランス・ビーン。